# Luca Paolini (politico)
Luca Rodolfo Paolini (Senigallia, 16 gennaio 1960) è un politico italiano.

## Biografia
Laureato in giurisprudenza e avvocato penalista, ricopre dal 1991 le carica di segretario nazionale della Lega Nord Marche.
Il 23 aprile 1995 è il candidato della Lega Nord per la Presidenza della Regione Marche ottiene circa lo 0,9%. Alle elezioni europee del 1999 è candidato nella circoscrizione Italia centrale, ottenendo 196 voti e non risulta eletto.
Nel 2006 è stato nominato da Umberto Bossi commissario federale della Lega Nord Toscana e ha mantenuto l'incarico fino al 7 dicembre 2008. Gli subentra il nuovo segretario Claudio Morganti.
Nel 2009 è anche segretario della Lega Nord Umbria.
Eletto alla Camera dei deputati alle elezioni politiche del 13 e 14 aprile 2008 nelle circoscrizioni XII Toscana e XIV Marche, opta per la Toscana. A Montecitorio è capogruppo della giunta per le autorizzazioni a procedere e della II commissione giustizia.
Nel 2015 inizialmente si candida alla presidenza della Regione Marche sostenuto da Lega Nord, ma poi si ritira per sostenere il candidato di Fratelli d'Italia Francesco Acquaroli.
Alle elezioni politiche del 2018 viene rieletto deputato alla Camera, ma nella circoscrizione Marche.
Nella primavera del 2024 è tra i 21 dissidenti della Lega che scrivono al segretario Matteo Salvini chiedendogli di tornare al pragmatismo del vecchio partito, di non allearsi con gli estremisti Alternative für Deutschland e Marine Le Pen e di non candidare il generale Roberto Vannacci alle elezioni europee di giugno.